# Onthophagus punneeae
Onthophagus punneeae är en skalbaggsart som beskrevs av Masumoto 1989. Onthophagus punneeae ingår i släktet Onthophagus och familjen bladhorningar. Inga underarter finns listade i Catalogue of Life.